# Jan Brygier
Jan Brygier (ur. 25 maja 1904 w Witkówkach k. Kościana, zm. 6 października 1999 w Poznaniu) – polski polityk komunistyczny, działacz państwowy, radny miasta Poznania (1930–1933), członek MRN w Poznaniu (1957–1968), autor wspomnień związanych z ruchem robotniczym Wielkopolski.

## Życiorys

### Dzieciństwo i młodość
Był synem małorolnego chłopa Jana Brygiera i Teodory z domu Baśtok. Ojciec Brygiera popadł w długi, przez co musiał sprzedać gospodarstwo i szukać pracy w mieście. W 1910 roku rodzina Brygierów przeniosła się na poznański Górczyn. Wówczas w domu zagościła bieda. Mimo słabych warunków do nauki, był bardzo pilnym uczniem. Nauczył się biegle mówić po niemiecku. Po ukończeniu szkoły powszechnej, dyrektor szkoły zaproponował mu żeby na koszt państwa uczęszczał do seminarium nauczycielskiego. Brygier odmówił, ponieważ jako nauczyciel niemiecki musiałby germanizować polskie dzieci.
W zaborze pruskim ostoją polskości był Kościół Katolicki, a w przypadku Górczyna i Łazarza Kościół Matki Boskiej Bolesnej w Poznaniu, gdzie proboszczem był ksiądz-społecznik Kazimierz Maliński. Brygierowie byli głęboko wierzący, więc Jan jako dziecko chodził do kościelnej ochronki, gdzie poznawał polską historię i literaturę. W późniejszym czasie został również ministrantem. W tamtym okresie zaprzyjaźnił się z późniejszym rektorem poznańskiego seminarium Aleksym Wietrzykowskim. Ks. Maliński dowiedziawszy się odrzuceniu przez Brygiera propozycji nauki w seminarium nauczycielskim, zaproponował mu, że opłaci mu naukę w Gimnazjum im. Marii Magdaleny. W dniu 26 grudnia 1918 roku wspólnie z Aleksym i innymi dziećmi szedł na czele pochodu witającego w Hotelu Bazar Ignacego Paderewskiego.
W późniejszym czasie ks. Maliński niesłusznie oskarżył ojca Brygiera o kradzież. Wobec tego młody Brygier postanowił zerwać z kościołem i porzucić naukę w gimnazjum. Początkowo pracował jako goniec w banku, a później jako pomocnik biurowy w poznańskim magistracie. W tym czasie samodzielnie pogłębiał wiedzę gimnazjalną z pomocą przyjaciół. Był świadkiem wydarzeń w Poznaniu 1920 roku. W okresie bolszewickiej ofensywy w czasie wojny polsko-bolszewickiej wstąpił jako ochotnik do Wojska Polskiego. Okres wojny spędził w poznańskiej cytadeli na szkoleniach wojskowych. W styczniu 1921 roku wrócił z wojska do domu.

### Działalność w okresie II Rzeczypospolitej

#### Początki
Po powrocie z wojska rozpoczął naukę zawodu tokarskiego w Zakładach im. Cegielskiego w Poznaniu. Dzięki znajomości podstaw trygonometrii i analitycznemu myśleniu nauka szła mu gładko. W związku z tym zakłady darowały ostatnie pół roku nauki i otrzymał tytuł czeladnika. Już w drugim roku nauki zapisał się do klasowego Związku Metalowców powiązanego z Polską Partią Socjalistyczną. W 1924 został wybrany do Wydziału Robotniczego na stanowisko sekretarza. Poznał w tym czasie Zygmunta Piękniewskiego i Józefa Pasztę. W okresie od września 1925 do października 1927 ponownie przebywał w wojsku, został przydzielony do plutonu fotograficznego. Po powrocie z wojska nie został ponownie przyjęty do pracy w HCP.

#### W KPP i PPS-Lewicy
W październiku 1927 po nieskutecznych próbach znalezienia pracy skontaktował się z komunistą Zygmuntem Kozińskim. Ten zaproponował mu wstąpienie do Komunistycznego Związku Młodzieży Polskiej. Do komórki KZMP oprócz Brygiera należał również Koziński, Tadeusz Paszta i Jan Czarnecki. W tym czasie poznał najważniejszych poznańskich komunistów tamtego czasu Alfreda Brunona Bema i Marcina Chwiałkowskiego. Od 1927 do końca października 1927 roku pracował Wiepofamie. W końcu 1927 roku został członkiem Komunistycznej Partii Polski.
W 1928 roku w Poznaniu rozpoczęła formować się partia o nazwie PPS-Lewica. Była ona próbą stworzenia legalnej przestrzeni dla działalności komunistów. Brygier został wybrany do Komitetu Okręgowego partii i bardzo mocno zaangażował się w agitację przedwyborczą. W wyborach do Sejmu w 1928 roku poznańscy komuniści, pomimo że nie wprowadzili ani jednego posła, to odnieśli duży sukces lokalny. Po wyborach Brygier został po raz pierwszy w życiu aresztowany i skazany na 3 miesiące. Po wyjściu z więzienia kontynuował działalność w PPS-Lewicy i KPP. W 1929 roku z sukcesem kandydował do Rady Miasta Poznania z listy „Bloku Jedności Robotniczej”. W styczniu 1930 został wybrany do Komitetu Okręgowego KPP, obejmującego wówczas województwa poznańskie i pomorskie a także do egzekutywy KO KPP. Wkrótce potem został aresztowany, podczas gdy szedł na sesję Rady Miasta i skazany na rok więzienia. Wyrok odbywał w więzieniu we Wronkach. W lutym 1931 roku wyszedł z więzienia i wrócił do Poznania. Wtedy też wszedł w skład Komitetu Miejskiego KPP w Poznaniu. Jego działalność w PPS-Lewicy ustała wraz z delegalizacją i faktycznym rozwiązaniem tej partii w lutym 1931. Ostatnie informacje o działalności Brygiera w KZMP dotyczą roku 1929.

#### W Radzie Miasta Poznania
Po wyjściu z więzienia dostał zadanie odbudowanie klubu „Bloku Jedności Robotniczej” w Radzie Miasta. Był członkiem komisji finansowo-budowlanej. W tamtym czasie zaprzyjaźnił się z dużo starszym od siebie radnym mniejszości niemieckiej superintendentem dr Arthurem Rhode. Choć Rada Miasta była zdominowana w większości przez endecję, „Blok Jedności Robotniczej” był bardzo aktywny. Od maja do września Brygier odbywał szkolenia wojskowe, po czym znów został aresztowany i oskarżony o przynależność do KPP. Adwokatem komunistów był Stanisław Hejmowski. Brygier obronił się i został uwolniony od winy. W dniu 7 czerwca 1933 roku odbyło się posiedzenie Rady Miejskiej, które miało wybrać prezydenta Poznania. Jan Brygier w imieniu klubu zaproponował kandydaturę siedzącego w więzieniu Marcina Chwiałkowskiego, która ostatecznie otrzymała 4 głosy. W okresie kadencji, przez ponad 2 lata łącznie przebywał w więzieniu lub był aresztowany prewencyjnie. W dniu 31 grudnia 1933 przestał być radnym miejskim.

#### Lata 1934–1939
Po utraceniu mandatu radnego został bezrobotny. Niemożność zdobycia pracy spowodowała, że Brygier popadł w nędzę. Przeniósł się na działki w Górczynie, budując tam sobie altankę. Wkrótce ponownie został aresztowany, skazany na 3 lata za podburzanie tłumu w Urzędzie Pracy. Brygier odwołał się od wyroku i na rozprawie apelacyjnej został uniewinniony. W kwietniu 1937 roku został zesłany do obozu w Berezie Kartuskiej. Po sześciu tygodniach pobytu w obozie podpisał podłożoną przez komendanturę deklarację lojalności z władzami z adnotacją „nie będę z wami współpracował”. Po powrocie z obozu działał społecznie w Towarzystwie Ogródków Działkowych. Nie wiadomo, czy w chwili rozwiązania KPP pozostawał nadal członkiem Komitetu Miejskiego i Komitetu Okręgowego partii.
W dniu 31 sierpnia 1939 roku został internowany wspólnie z przedstawicielami mniejszości niemieckiej dr Rhode i Richardem Breyerem. W okolicy Goliny zbiegł z konwoju i przedostał się do Warszawy, gdzie zgłosił się do oddziału obrony miasta i do budowy barykad. Na wezwanie dowództwa, aby wszyscy, którzy nie mają broni opuścili Warszawę, powrócił do Poznania.

### Okres okupacji hitlerowskiej
Do Poznania wrócił 20 października 1939 roku. Następnego dnia spotkał się z dr Rhode, który wystawił mu zaświadczenie, że nie opuścił dobrowolnie Poznania. To zaświadczenie pozwoliło mu kilkukrotnie uniknąć aresztowania. Od listopada 1939 roku do maja 1944 roku pracował ponownie w Zakładach Cegielskiego przemianowanych przez Niemców na Deutsche Waffen und Munitionsfabrik (DWM). Jesienią 1942 roku wspólnie z Zygmuntem Piękniewskim dostał od wysłannika Polskiej Partii Robotniczej Marcina Bakosia jej deklaracje programową. W maju 1944 roku został aresztowany w licznej grupie poznańskich komunistów i przeszedł śledztwo w Domu Żołnierza (siedziba poznańskiego Gestapo). Później został wysłany do obozu w Żabikowie, gdzie spędził 3 miesiące. Od października 1944 roku był więziony w obozach koncentracyjnych Gross-Rosen, Aslau, Nordhausen, Dora, Ravensbrück i Melchow. Doczekał wyzwolenia przez amerykańskie wojsko.

### Działalność powojenna

#### Na Ziemiach Odzyskanych
Do Poznania wrócił w maju 1945 roku. Wkrótce został skierowany by organizować władze państwowe w Krośnie nad Odrą. Przyjął stanowisko inspektora samorządu w krośnieńskim starostwie oraz wszedł w skład egzekutywy Komitetu PPR. Przez następne 3 lata piastował różne stanowiska związane z organizowaniem i stabilizowaniem życia na ziemi lubuskiej. Uczestniczył w I Zjeździe PPR. W 1948 roku uzyskał stanowisko naczelnika wydziału osobowego w szczecińskim Urzędzie Wojewódzkim. W 1949 roku wrócił z rodziną do Poznania. Do października 1950 pełnił stanowisko naczelnika wydziału społeczno-politycznego Urzędu Wojewódzkiego. Do 1952 roku pracował w Wojewódzkim Zarządzie Przemysłu Terenowego.

#### Poznański Czerwiec 1956
W sierpniu 1952 roku ponownie rozpoczął pracę w Zakładach im. Hipolita Cegielskiego (w tym czasie nosiły imię Józefa Stalina). Był w nich kierownikiem i członkiem egzekutywy partyjnej.
W 1956 roku czynił starania, aby w pogarszającej się sytuacji materialnej robotników, uchronić zakłady przed strajkiem. W trakcie poznańskiego czerwca szedł wspólnie z protestującymi. Po tych wydarzeniach przyjął aktywną i obiektywną postawę krytykującą również partyjnych towarzyszy za zaniedbania. Uważał, że władza przez długi czas ignorowała robotników, dlatego zakończyło się to demonstracjami. W tej atmosferze został wybrany I Sekretarzem Komitetu Zakładowego HCP. Funkcję tę pełnił do stycznia 1957 roku.

#### Od 1957 roku
W 1959 roku przeszedł na emeryturę.
Od 1957 do 1968 roku był członkiem Miejskiej Rady Narodowej w Poznaniu, w której był przewodniczącym Komisji Handlu. Był także zaangażowany w sprawę nazewnictwa ulic Poznania i miejsc pamięci związanych z ruchem robotniczym. Na jego wniosek nowe nazwy dostały ulice na Świerczewie, a także zmieniono nazwę Drogi Dębińskiej na ulicę Alfreda Bema. Od 1957 do 1981 roku był członkiem Komitetu Wojewódzkiego.
Przez cały okres powojenny spisywał wspomnienia. Napisał także kilka studiów z problematyki swojej działalności i poznańskiego ruchu robotniczego. W 1988 roku ukazały się jego książka pt. Tak było w moim życiu będąca zbiorem wspomnień z lat 1904–1937.
Zmarł w 1999 roku. Został pochowany na Cmentarzu Junikowskim.

## Życie prywatne
W roku 1937 Brygier ożenił się z Czesławą Matuszewską (1902–1996), pochodzącą z bezrolnej chłopskiej rodziny spod Poznania, także działaczką KPP o pseudonimie Słowik. Od ślubu do lat powojennych małżeństwo mieszkało w wybudowanej własnymi rękami lepiance-altanie na Górczynie; po powrocie do Poznania w roku 1949 w osiedlu zespołu domów urzędniczych przy ulicy Przybyszewskiego. Mieli córki Joannę (ur. 1940) i Mirosławę (1942–2012); doczekali się jednej wnuczki.
Chociaż wychowany w rodzinie bardzo religijnej, Brygier stracił wiarę w młodości. Aczkolwiek był pod tym względem bardzo pryncypialny – m.in. nie zawarł slubu kościelnego i nie został pochowany w obrządku katolickim – stronił od wojowniczego antyklerykalizmu, jego przyjacielem był m.in. ks. dr. inf. Aleksy Wietrzykowski, rektor seminarium poznańskiego. Pod koniec życia zainteresował się filatelistyką. Żałował, że jego prace ukazują się w periodykach, które nie są czytane przez ogół robotników.

## Odznaczenia
- Srebrny Krzyż Zasługi[26] – 1946
- Złoty Krzyż Zasługi[27] – 1955
- Order Sztandaru Pracy I klasy[28] – 1984